# Gimnasia acuática

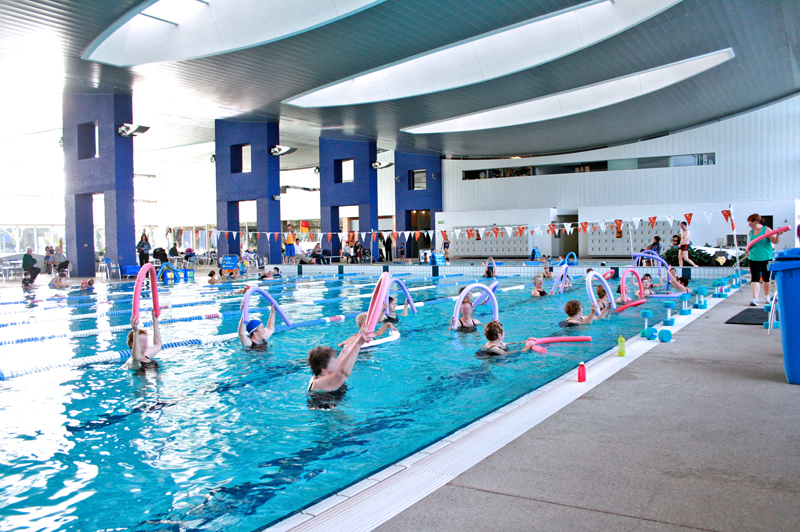
Clase de hidrogimnasia

La gimnasia acuática, también conocida como hidrogimnasia, aquagym, acuaeróbic, fitness/fitnes acuático o aeróbica acuática es un deporte que combina los beneficios del aeróbic o areróbica y de la natación. Es una variante del aeróbic que se realiza en un medio acuático, por lo general en una piscina, y que gracias a su desarrollo en el agua permite duplicar los efectos del ejercicio.

## Definición
La gimnasia acuática es una modalidad de ejercitación acuática con numerosos ejercicios centrados en la tonificación muscular. La gimnasia acuática adapta al medio acuático el trabajo físico que se realiza en tierra, con la ventaja de la ingravidez que aporta. Se suele llevar a cabo en piscinas de poca profundidad (de 1,20 a 1,50 m). La temperatura más adecuada debe oscilar entre los 28 °C y los 31 °C.
Con la gimnasia acuática se mejora la condición física general y permite una mejor recuperación de las lesiones, por lo que está indicada para personas en procesos de rehabilitación. Se trabajan diferentes grupos musculares de forma específica y se alternan ejercicios de la parte superior, media (oblicuos y abdominales) e inferior del cuerpo.
En el aquaeróbic, con la música se controlan las pulsaciones haciendo que el organismo se active o se relaje. Gracias a los ritmos se facilita la realización de los ejercicios adecuando a la música a ellos y creando coreografías.

## Origen
El aérobic es un deporte que a la larga puede afectar a las articulaciones y a la columna vertebral, debido al impacto de los giros, saltos y rebotes. Para que estos movimientos no fueran tan bruscos el aérobic se llevó al medio acuático, de esta manera no se machacan ni los tobillos, ni las rodillas, ni las caderas.
Debe practicarse en agua templada, ya que si el agua esta fría puede provocar dificultades respiratorias y si esta caliente puede causar mareos y agotamiento.
Sin embargo el aquaeróbic no es el aérobic trasladado a una piscina sino que va mucho más allá: mantenerse a flote, desplazarse por la superficie, estirar los músculos ayudándose de las paredes de la piscina o sumergirse en el agua son ejercicios habituales.
Al igual que en el aérobic también se usan materiales complementarios como por ejemplo mancuernas, manoplas de neopreno, tobilleras y largos cilindros de gomaespuma que ofrecen resistencia al hundirlos. Estos últimos son los mismos que utilizan los niños en las piscinas para jugar y son llamados en algunos lugares tallarines.
Respecto a la natación se está demostrando que el aquaeróbic puede tener mejores beneficios ya que muchas de las personas que practican la natación son incapaces de mantener una nado apropiado en cuanto a duración e intensidad, además la repetición de los mismos movimientos sobrecarga las zonas musculares y tampoco es un deporte muy sociable. Por esto, en las sesiones de aquaérobic se trabaja en grupo utilizando ejercicios variados y de gran amplitud, aptos para todo tipo de personas. El aquaeróbic aporta tanto beneficios fisícos como psicológicos:
- Favorece la circulación sanguínea.
- Mejora la capacidad respiratoria.
- Disminuye la frecuencia cardiaca en reposo.
- Mejora la actividad de las articulaciones y el tono muscular.
- Elimina la grasa y previene la obesidad.
- Mejora los reflejos y la coordinación.
- Previene ante enfermedades coronarias y el dolor de espalda.
- Combate la osteoporosis.
- Tiene efectos tranquilizantes, reduce el estrés.
- Mejora el humor.
- Aumenta la vitalidad.
- Favorece y mejora la autoestima.

## Modalidades
Existen diversas disciplinas dentro de la gimnasia acuática, cuyo nexo es la ejercitación en el medio acuático:
- Aquaeróbic.
- Aquacycle o aquaspinning: clase de spinning (o bicicleta estática) en el agua. Indicado para gente con problemas en la rodilla, ya que la resistencia del agua ralentiza el pedal.
- Aquastep: sumergiendo un step en el agua para realizar los ejercicios. Se tonifica el tren inferior del cuerpo y se trabaja el sistema cardiovascular, con la ventaja de la mayor resistencia del agua y el bajo impacto en las articulaciones.
- Aqua-ritmos: ejercicios con pasos de baile.
- Aquaboxing: combinación de movimientos de boxeo con las artes marciales. Ejercita sistema cardiovascular y tonifica los músculos.
- Woga o aquayoga: En este tipo de clases se realizan los movimientos y respiraciones del yoga, pero con la diferencia de realizarlo en un medio inestable.
- Aqualates o aquapilates: ejercita músculos de la espalda y abdominales, mejorando coordinación, movilidad, estabilidad y equilibrio.[3]
- Ai Chi: Mezcla dos artes marciales, el wushu y el taichi. Se tonifica el cuerpo y disminuye el estrés.
- Natación terapéutica o natación correctiva.

## Indicaciones
Aunque la gimnasia acuática se destinó al principio a personas con lesiones musculares, óseas o articulares, y también a gente de avanzada edad; se ha extendido al resto de la población debido a sus magníficos beneficios para el organismo y su componente dinámico y muy divertido que hacen que sea un deporte único.
Está indicado para personas con problemas de sobrepeso, en proceso de rehabilitación o recuperación, lesiones traumatológicas, problemas de espalda y problemas de movilidad y estabilidad articular en rodillas y tobillos.

## Ventajas
La mayor ventaja de la gimnasia acuática es el medio en el que se desarrolla, el agua. Esta contribuye a hacer todos los movimientos mucho más fáciles sin que se note el cansancio. Muchos ejercicios realizados en el agua serían imposibles de ejecutar en un gimnasio, ya que gracias a ella “el cuerpo esta “sujeto” y permite que flote dándole mayor libertad.
La hipogravidez disminuye el impacto del cuerpo con el suelo y la tensión sobre las articulaciones. Esta permite realizar ejercicios más duraderos y frecuentes, y sin riesgo de lesiones. También beneficia a personas con movilidad reducida al liberarse del peso aportado por la ingravidez. Además la gimnasia acuática dentro del marco de actividad lúdica reportan notables beneficio psicológicos.

## Beneficios
Entre los beneficios que proporciona podemos citar que:
- Favorece la circulación sanguínea.
- Favorece la corrección postural.
- Favorece el desarrollo de la musculatura.
- Favorece la educación respiratoria.
- Favorece la relajación.
- Mejora de la flexibilidad y la resistencia.
- Mejora cardiovascular.
- Proporciona mayor resistencia al estrés.
- Previene el dolor de espalda.

## Estructura de una sesión
Una sesión de gimnasia acuática se estructura de la siguiente forma:
1. Tendrá un calentamiento, en el cual se irán activando las articulaciones para evitar lesiones, tomar contacto con el agua e ir subiendo de pulsaciones.
2. Parte principal, en la cual se desarrollará todo el contenido de la sesión, con la intensidad máxima.
3. Vuelta a la calma, en la cual se desarrollarán ejercicios de relajación en el agua y de estiramientos para volver al estado inicial.